# Пікелка
Пікелка — річка у Мостівському й Гродненському районах, Гродненська область, Білорусь. Права притока річки Свіслоч (басейн Німану).

## Опис
Довжина річки 13 км, похил річки 0,9 м/км, площа басейну водозбору 79 км². Річище упродовж 9 км каналізоване.

## Розташування
Бере початок біля села Хомичі. Тече переважно на північний захід і на південний захід від села Заневічи впадає в річку Свіслоч, ліву притоку річки Німан.